# Extent
Az extent egy számítógép fájlrendszerében egy fájl számára előre lefoglalt folytonosan elhelyezkedő lemezterület.
Ha írás történik egy fájlba, egy teljes extent kerül lefoglalásra. Ha ezután újra írnak a fájlba, valószínűleg egyéb írási lemezműveletek után, az új adatok folytonosan a többi adat után fognak beleíródni. Az eljárás célja a töredezettség csökkentése vagy megszüntetése.
Az extenteket támogatja:
- a Macintosh Hierarchical File System és a HFS Plus
- az SGI XFS (kifejezetten extent-alapú fájlrendszernek tervezték)
- a Reiser4 („extents”-üzemmódban)
- az NTFS (a preallocation API SetEndOfFile és SetFileValidData függvényhívásaival)
- a Universal Disk Format (UDF)
- a VERITAS File System (a preallocation API és CLI útján).
- a Linux ext4 (az alap kernel része a 2.6.23 óta)
- az OS/2 és az eComStation által használt HPFS
- a HP Multi-Programming Executive fájlrendszere
- a JFS fájlrendszer, amit az AIX, az OS/2/eComStation és a Linux is használni képes
- a BFS a BeOS-hez, a Zeta-hoz és a Haikuhoz
- a SINTRAN III fájlrendszer
- a kísérleti állapotban lévő linuxos Btrfs.
- a z/OS SMS által kezelt PDS, PDS-E és BASIC datasetek.

A CP/M fájlrendszere is extenteket használ, de nem a fenti meghatározás szerint. A CP/M extentjei csak annyiban folytonosak, hogy egy lemezblokként jelennek meg az összevont könyvtári/allokációs táblázatban; ez nem feltétlenül jelenti az adatok folytonosságát a lemezen.
Egy fájlrendszer akkor is lehet extent-alapú (tehát extenteket címez meg egyedi blokkok címzése helyett) ha nem követeli meg, hogy minden fájl egyetlen folytonos extentet tartalmazzon.

## Külső hivatkozások
- Getting to know the Solaris filesystem, Part 1: Allocation and storage strategy - comparison of block-based and extent-based allocation

## Fordítás
- Ez a szócikk részben vagy egészben az Extent (file systems) című angol Wikipédia-szócikk ezen változatának fordításán alapul.  Az eredeti cikk szerkesztőit annak laptörténete sorolja fel. Ez a jelzés csupán a megfogalmazás eredetét és a szerzői jogokat jelzi, nem szolgál a cikkben szereplő információk forrásmegjelöléseként.